# Philatis breviceps
Philatis breviceps är en insektsart som beskrevs av Van Duzee 1933. Philatis breviceps ingår i släktet Philatis och familjen Acanaloniidae. Inga underarter finns listade i Catalogue of Life.